# Microdracoides
Microdracoides Hua é um género botânico pertencente à família Cyperaceae.
O gênero apresenta uma única espécie.

## Sinônimo
- Schoenodendron Engl.

## Espécie
- Microdacoides squamosus